# Francesco Marino Mannoia
Francesco Marino Mannoia, detto Mozzarella o Il chimico (Palermo, 5 marzo 1951), è un ex mafioso e collaboratore di giustizia italiano.
Ha fatto parte di Cosa nostra e, successivamente, ha collaborato con la giustizia.

## Biografia
Prima di diventare mafioso Marino Mannoia svolse l’attività di meccanico. Nel 1975 Mannoia venne affiliato alla Famiglia della zona di Santa Maria di Gesù a Palermo, alle dirette dipendenze di Stefano Bontate, e si occupò prevalentemente della raffinazione dell'eroina partendo dalla morfina base, tecnica che aveva imparato da Antonino Vernengo, zio della moglie Rosa e anche lui "uomo d'onore" della stessa Famiglia (conosciuto infatti con lo pseudonimo de "il chimico" o u dutturi). In quel periodo, infatti, era uno dei pochi in grado di raffinare tale droga e lavorava un po' per tutte le Famiglie palermitane e siciliane, ma in particolare per il suo boss Stefano Bontate.
Durante la seconda guerra di mafia (1981-1984) il suo boss Bontate venne ucciso ma Mannoia si salvò in quanto allo scoppio del conflitto si trovava in carcere, con l'accusa di traffico internazionale di stupefacenti. Evase dal carcere di Castelbuono nel 1983 e si legò ai corleonesi di Totò Riina, di cui divenne il principale raffinatore di droga.
Durante la sua latitanza dopo l’evasione dal carcere lo andò a trovare a Villagrazia dove si era rifugiato Giuseppe Lucchese avvisandolo che suo fratello Agostino era prossimo all’affiliazione e chiese il suo benestare se accettava per affiliarlo a Ciaculli sotto il boss Giuseppe Greco con il Lucchese stesso o in quella sua di Santa Maria di Gesù. Ma alla fine accettò di metterlo sotto loro due perché “lo hanno cresciuto loro” mentre lui era in carcere e non poté dire di no.
Arrestato il 21 gennaio 1985 mentre era in compagnia dell'amante Rita Simoncini (che aveva avuto una figlia da lui), venne raggiunto da un altro mandato di cattura per associazione mafiosa e traffico di stupefacenti a seguito delle accuse dei collaboratori di giustizia Tommaso Buscetta e Salvatore Contorno e Mannoia fu condannato in primo grado a 16 anni di carcere nel maxi-processo di Palermo.

### La collaborazione con Falcone e le conseguenze
Nell'ottobre 1989 Mannoia decise di collaborare con la giustizia: infatti, in seguito alla scomparsa di suo fratello Agostino (vittima della "lupara bianca") e l'uccisione all'Ucciardone di Vincenzo Puccio, capì che i Corleonesi avrebbero ucciso pure lui. Per questi motivi l'amante di Mannoia, Rita Simoncini, contattò a Roma i vertici della Criminalpol, Gianni De Gennaro e Antonio Manganelli, per esprimere l'intenzione del suo uomo di parlare solamente con il giudice Giovanni Falcone, l'unico di cui si fidava. Nel primo interrogatorio a Falcone, Mannoia esordì affermando: "Sono stanco e nauseato di appartenere a Cosa nostra: un'appartenenza che mi ha arrecato un grave turbamento e una profonda crisi di coscienza. Non cerco sconti di pena, ho capito di aver fatto un grave errore e voglio parlare. Certo, non vedo un vero impegno dello Stato contro la mafia ed è per questo, dottor Falcone, che ho deciso di collaborare esclusivamente con lei e con il dottor De Gennaro".
Con le sue dichiarazioni, riempì circa quattrocento pagine di verbali e rivelò i nomi dei responsabili di grossi traffici di eroina e di numerosi delitti (lupare bianche di Filippo Marchese, Saro Riccobono e Pino Greco) avvenuti in quegli anni, ma rifiutò di parlare dei legami politici di Cosa nostra perché, a suo parere, lo Stato non era pronto per rivelazioni di quella portata: particolare clamore fece però la sua rivelazione, diffusa dalla stampa nazionale nel dicembre 1989, di un interessamento elettorale di Cosa nostra nel 1987 per il Partito Socialista Italiano e per il Partito Radicale, accusa subito smentita dai portavoce dei due partiti politici. Si trattò del primo collaboratore di giustizia a provenire dalle file dei clan vincenti.
Il 23 novembre 1989, quando ancora non era trapelata la notizia della collaborazione, un gruppo di fuoco mafioso guidato da Giuseppe Lucchese massacrò in una strada di Bagheria a colpi di pistola e lupara la madre del collaboratore, Leonarda Costantino, insieme alla sorella Vincenza Marino Mannoia e alla zia Lucia Costantino: si trattò di una vendetta trasversale contro il neo collaboratore di giustizia ma questi, nonostante il grave lutto, continuò a rendere dichiarazioni a Falcone. A causa della sua scelta, Mannoia venne anche "ripudiato" dalla moglie Rosa Vernengo (nipote dei boss mafiosi Pietro e Antonino), che chiese il divorzio, e poté così sposare Rita Simoncini, che invece lo seguì e lo supportò in tale percorso collaborativo.
Nel gennaio 1990 Mannoia testimoniò per la prima volta in un'aula di tribunale come collaboratore nel giudizio d'appello del Maxiprocesso di Palermo. Nello stesso anno venne trasferito negli Stati Uniti d'America sotto la protezione dell'FBI, testimoniando nel 1991 nel processo "Iron Tower" che si svolse a New York nei confronti del clan Gambino-Inzerillo-Spatola per traffico di stupefacenti, e ritornò diverse volte in Italia per testimoniare nei vari processi. Rientrato definitivamente in Italia nel 2011 perché la moglie e i due figli non si sono mai integrati negli Stati Uniti, Mannoia è entrato in collisione con il Servizio centrale di protezione, rivendicando l'importanza delle sue testimonianze e la differenza di trattamento economico rispetto al sistema di protezione statunitense. Ha quindi tentato il suicidio due volte nell'arco di tre mesi.
Tra le sue rivelazioni più celebri, meritano sicuramente una citazione quelle relative a Giulio Andreotti, che accusò soltanto nel 1992 quando decise di rompere il silenzio mantenuto con Falcone sui rapporti politici della mafia: riguardo all'importante statista democristiano, Mannoia riferì in particolare che incontrò due volte i capimafia palermitani, tra cui Stefano Bontate a Palermo nel 1979 e nel 1980. Tali dichiarazioni sono state ritenute veritiere dalla sentenza di appello nel processo palermitano a carico di Giulio Andreotti, sentenza che è stata confermata in Cassazione. Inoltre Mannoia si autoaccusò del furto della Natività con i santi Lorenzo e Francesco d'Assisi, celebre tela di Caravaggio rubata nel 1969 che, secondo la sua versione, si rovinò irreparabilmente durante il trafugamento. Le sue rivelazioni hanno inoltre consentito alla magistratura italiana di riaprire le indagini sulla misteriosa morte del banchiere milanese Roberto Calvi, trovato impiccato a Londra nel 1982 in circostanze mai chiarite. Rilevante anche la sua dichiarazione secondo cui Cosa nostra utilizzava la Base NATO di Sigonella per inviare eroina dalla Sicilia agli USA.